# Sgùrr Alasdair
Der Sgùrr Alasdair ist ein 993 m hoher Berg auf der Isle of Skye, die als Teil der Inselgruppe der Inneren Hebriden westlich vor Schottland liegt. Der Berg ist die höchste Erhebung des kleinen, sehr steil aufragenden Bergmassivs der Black Cuillin Mountains sowie der höchste Punkt Großbritanniens außerhalb der Hauptinsel Mainland Britain.
Der gälische Name Sgùrr Alasdair bedeutet auf Deutsch Berg des Alexander und geht auf Alexander Nicolson zurück, der den Berg 1873 zum ersten Mal bestiegen hat.

## Geologie
Der Berg befindet sich im Südwesten von Skye inmitten der kleinen Gebirgskette der Black Cuillin Mountains. Dieses Massiv ist für schottische Verhältnisse außergewöhnlich steil und zerklüftet und weist daher im Vergleich zu den restlichen Highlands deutlich hochalpinere Züge auf. Der Berg genauso wie die Black Cuillins sind größtenteils aus Gabbro, aber auch aus Basalt aufgebaut und daher als harte Gesteine gegen natürliche Erosion besonders widerstandsfähig. Eine Besonderheit des Sgùrr Alasdair ist eine riesige Geröllrinne, der Great Stone Chute, die den Berg fast auf der gesamten Höhe durchzieht und gleichzeitig den einfachsten Weg zum Gipfel darstellt.

## Besteigung

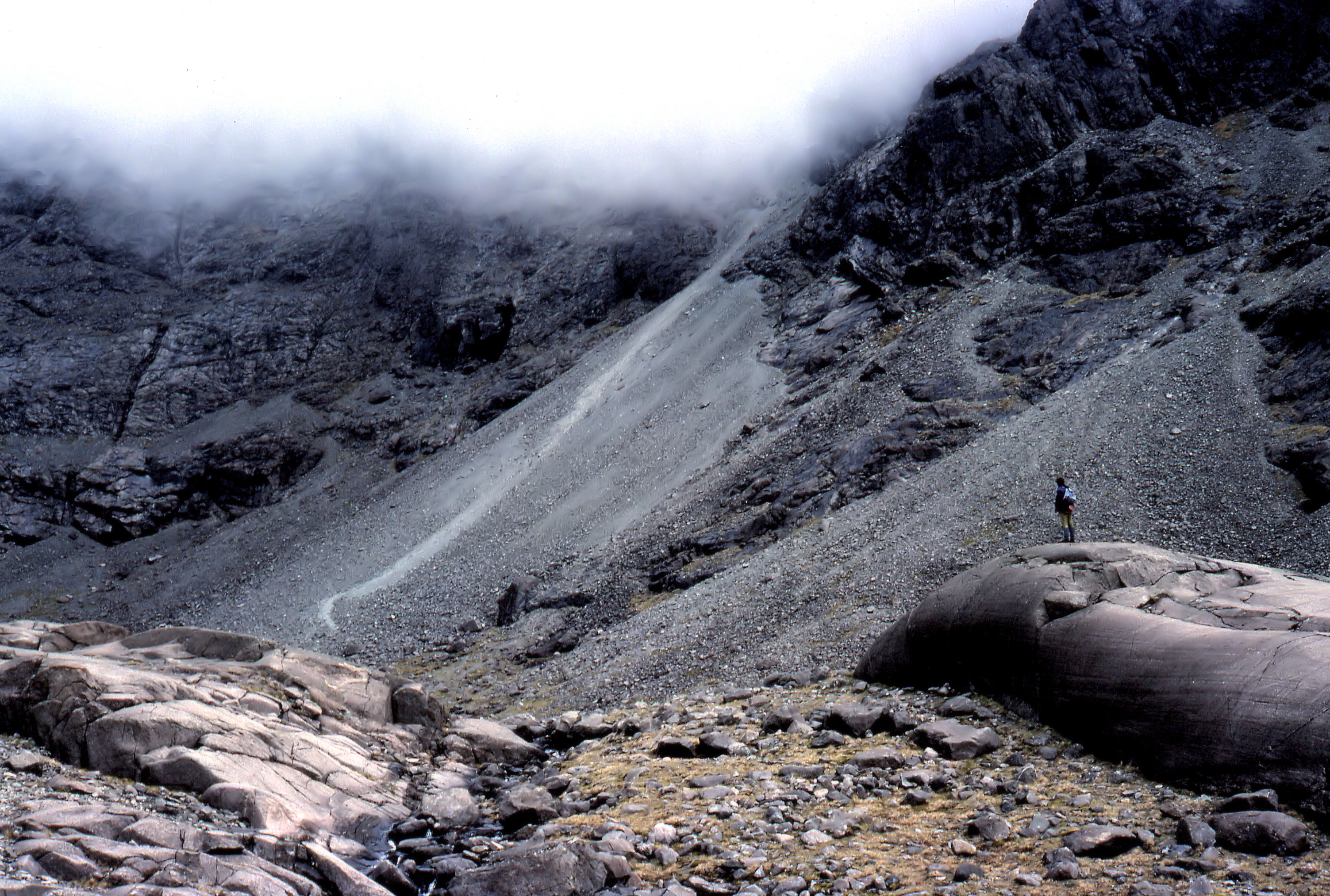
Unterer Teil des Great Stone Chute vom Coire Lagan aus gesehen – der Pfad durch das Geröllfeld ist gut erkennbar

Auch wenn der Sgùrr Alasdair auf alle Seiten felsig und steil abfällt, ist er als höchster Berg von Skye ein beliebtes Ziel für Bergsteiger. Der einfachste, aber dennoch technisch nicht ganz einfache Weg startet in der kleinen Ortschaft Glenbrittle am Campingplatz an der gleichnamigen Meeresbucht. Von dort folgt der Weg erst sanft ansteigend einem Bach und man erreicht bald linkerhand den kleinen See Loch an Fhir-bhallaich. Der Weg wird etwas steiler und steiniger und führt nun direkt in den Talkessel des Coire Lagan. Nach einiger Zeit erreicht man einen weiteren, kleinen See im unteren Teil des Talkessels. Kurz dahinter zweigt rechts ein Weg mitten in ein großes und sehr steiles Geröllfeld ab – dem sogenannten Great Stone Chute; im unteren Teil des Geröllfeldes ist der Weg noch eindeutig erkennbar, weiter oben verliert er sich zusehends. Gefahr durch herabrollendes Gestein droht zwar nicht unmittelbar, jedoch sind häufig noch andere Bergsteiger unterwegs, die beim Auf- oder Absteigen Geröll lostreten können. Der obere Bereich des Great Stone Chute ist erdiger und weicher und führt wieder einen Pfad, der allerdings sehr rutschig sein kann. Am oberen Ende eines zu beiden Seiten steil abfallenden Passes hält man sich rechts und folgt in einer leichten Kletterpartie für die letzten 50 Höhenmeter dem Grat des Berges.